# リンク文法
リンク文法（英語: Link Grammar）は、Davy TemperleyとDaniel Sleatorにより発明された文法理論である。依存文法の一種であり、単語間の関係を元にして文が合成されるというアプローチをとる。例えば「冠詞(例：The)と名詞(例：apple)はこの順序で出現する」という文法規則は、Theに条件(linking requirements)D+を、appleには条件D-を持たせておき、TheとappleをリンクDによって満足させる(satisfied)事によって表現する。

## 概要
リンク文法では、単語同士のリンクの結びつき方によって文法規則を表現する。例えば"The cat chased a snake."という文であれば
```
           +---O---+
 +-D-+--S--+   +-D-+
 |   |     |   |   |
The cat chased a snake.

```

というようなリンクを張る事が出来るため、英文として合法である。尚、この時の文法規則は
```
a the: D+
snake cat: D- & (O- or S+)
chased: S- & O+

```

である。ここで、&は左右両方が同時に使われる事を意味し、orは左右どちらか一方が使われる事を意味する。{A+}と書いた場合には(A+ or ())という意味になり、要するに省略可能な条件となる。又、@A+と書いた場合にはA+が1個以上何個でも伸ばせる事を意味する。又、+はリンクが右に伸びる事を意味し、-はリンクが左に伸びる事を意味する。他の記法に[A+]及び[[A+]]がLink Grammar Parserには存在するが、viterbi/READMEに書いてあるので詳細は省く。
リンクを張る際には、以下の3つの制約を守る必要がある。
1. 平面性(Planarity)：平面上に記述した時に、リンク同士は交わらない
2. 結合性(Connectivity)：文中の全てのリンクが成立(suffice)されなければならない
3. 満足性(Satisfaction)：文中の全ての語の条件が満足(satisfy)されなければならない

リンク文法の能力は文脈自由文法と等しい。又、動的計画法に基づくリンク算出の計算量は、単語数{\displaystyle n}に対し{\displaystyle O(n^{3})}である。